# Boeing XPBB
Die  Boeing XPBB Sea Ranger war ein Flugboot des US-amerikanischen Herstellers Boeing, das zur Hochseeaufklärung, U-Boot-Bekämpfung und zur Seenotrettung eingesetzt werden sollte. Es wurde nur ein Prototyp mit der Bezeichnung XPBB-1 gebaut, der die US-Navy-Seriennummer 03144 und die Werknummer 2129 trug. Zum Zeitpunkt ihres Erstflugs war die Sea Ranger das größte zweimotorige Flugzeug überhaupt. Die Missionskennung PB stand dabei von 1935 bis 1962 für „Patrol Bomber“. Die Werksbezeichnung von Boeing lautete Modell 344.

## Geschichte
Die Entwicklung der Sea Ranger begann Anfang 1940. Im gleichen Jahr erteilte die US Navy nach eingehender Prüfung der Konstruktionsunterlagen einen Auftrag an Boeing über den Bau von 57 Maschinen. Hierzu wurde das Werk Renton am Lake Washington errichtet, das auch heute noch zu den Produktionsstätten von Boeing gehört. Es wurde nach einer erheblichen Erweiterung Anfang der 1960er-Jahre zur Produktion von verschiedenen Boeing-Verkehrsflugzeugen verwendet.
Der Erstflug fand am 5. Juli 1942 mit dem Testpiloten Eddie Allen auf dem Lake Washington statt. Nach der Schlacht um Midway im Juni 1942 war erkennbar, dass zukünftig die Langstreckenaufklärung auch von Landflugzeugen durchgeführt werden konnte; die US-Navy zog daraufhin den erteilten Produktionsauftrag wieder zurück. Das Werk Renton wurde infolgedessen für die Produktion der Boeing B-29 Superfortress umgebaut und 1943 in Betrieb genommen.
Im Oktober 1943 wurde der Prototyp nach Patuxent River (Maryland) überführt und vom damaligen Naval Air Test Center (NATC) als fliegender Erprobungsträger für unterschiedliche Aufgaben eingesetzt, zum Beispiel auch im Rahmen der Entwicklung der Martin P5M Marlin. Wegen der hohen Unterhaltungskosten und einer zunehmend schwierigen Ersatzteilversorgung wurde sie 1947 außer Dienst gestellt, zur Navy Air Station Norfolk (Virginia) überführt und dort verschrottet.

## Konstruktion
Die Sea Ranger war als zweimotoriger Schulterdecker ausgelegt. Als Tragflächenprofil wurde das BAC 117 verwendet, mit einer relativen Dicke von 23 % an der Wurzel und 9 % an der Randkappe. Der 5,15 m hohe und 3,18 m breite Bootsrumpf umfasste zwei Decks. Der Mittelflügel enthielt vier Bombenschächte, die bis zu 9.000 kg (20.000 lb) an Kampfmitteln zur Bekämpfung von Land- und Seezielen aufnehmen konnten. Bei der Konzeption des Tragwerks konnten die Konstrukteure auf die Werte der B-29-Tragfläche zurückgreifen. Mit einem Treibstoffvorrat von 36.240 Litern lag die maximale Flugdauer der XPBB-1 rechnerisch bei 72 Stunden, wobei sie eine Strecke von 18.000 km hätte zurücklegen können.

## Technische Daten

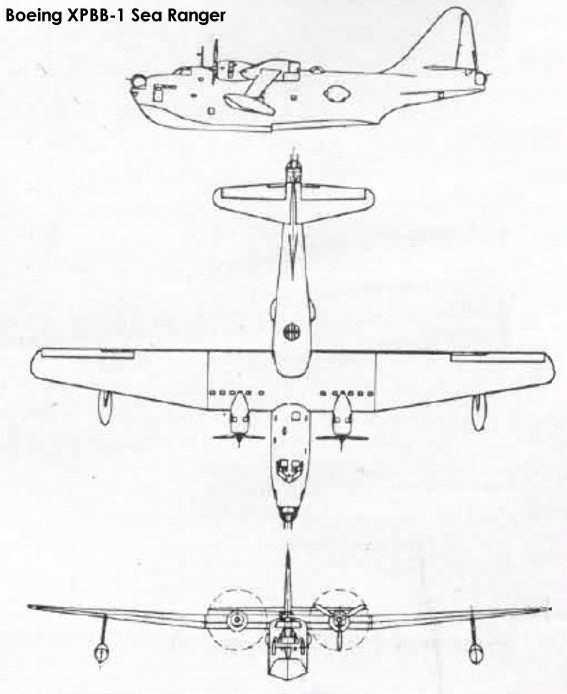
Dreiseitenriss der XPBB-1

| Kenngröße             | Daten |
| --------------------- | --- |
| Besatzung             | 10 |
| Länge                 | 30,96 m |
| Spannweite            | 44,55 m |
| Höhe                  | 10,67 m (über Seitenflosse) 7,54 m (über Luftschraubenkreis) |
| Flügelfläche          | 169,67 m² |
| Flügelstreckung       | 11,7 |
| Leermasse             | 18.838 kg |
| Startmasse            | 45.870 kg |
| Höchstgeschwindigkeit | 367 km/h (in 4330 m) |
| Dienstgipfelhöhe      | 5800 m |
| Reichweite            | 10.140 km |
| Bewaffnung            | Acht 12,7-mm-MG in vier Zwillings-Drehtürmen, bis 9.100 kg Bombenlast |
| Triebwerke            | zwei 18-Zylinder-Doppelsternmotoren Wright XR-3350-8 Double Cyclone mit je 2.300 PS (ca. 1.690 kW) Startleistung. Dreiblatt-Ganzmetallluftschrauben von Curtiss Electric mit 5,13 m Durchmesser. |